# Turbofolk
Turbofolk je glazbeni stil nastao u Srbiji u ranim 1990-ima. Nastao je iz folk stila, popularnog među ruralnim stanovništvom.
Naziv turbofolk smislio je crnogorski pjevač Rambo Amadeus:
"Folk je narod. Turbo je sustav ubrizgavanja goriva pod tlakom u cilindar motora s unutarnjim izgaranjem. Turbo folk je gorenje naroda. Turbo folk nije glazba. Turbo folk je miljenica masa. Pobuđivanje najnižih strasti kod homo sapiensa. Turbo folk je sustav ubrizgavanja naroda. Ja nisam izmislio turbo folk, ja sam mu dao ime."
Za turbofolk se veže čitava supkultura definirana vulgarnošću. Tekstovi su često o muškarcima koji se opijaju zbog nesretne ljubavi ili ženama koje imaju problema s nevjernim muževima.

## Glavna obilježja turbofolka
Turbofolk je hibrid nekoliko glazbenih stilova. Temelji se na disko-ritmovima, preuzetima iz 80-ih godina 20. stoljeća, kad je disko bio popularan. Ritam se u turbofolku ostvaruje bubnjevima. To mogu biti klasični disko-bubnjevi, ali se često upotrebljavaju i neke afričke udaraljke, npr. djembe. Bubnjevi u turbofolku najčešće proizvode takozvani habanera-ritam koji pjesmama daje  pokretnost.
Melodija turbofolka mješavina je arapskih, romskih i srpskih narodnih melodija. U turbofolku je gotovo neizbježna uporaba narodnih instrumenata: harmonike, limenih puhaćih glazbala i flaute. Tu također dolaze disko-elektroničke modifikacije instrumenata.
Vokal u pjesmama nositelj je glavne melodije. Melodije su napisane u molskim ljestvicama, a pjevači ih pjevaju, izvode razne ukrase na melodijama koji su poznatiji u narodu kao - zavijanja.  

## Utjecaji na razvoj turbofolka
Kao što je već rečeno, turbofolk je nastao iz pop-folk glazbenog stila, uz velik utjecaj modernih stilova. Sam melos mješavina je arapsko-turskog, grčkog, romskog i starog srpskog melosa križanim sa zapadnom popularnom glazbom i disko ritmovima. 
Mišljenje je, da je glavni promotor turbofolka bio režim Slobodana Miloševića u Srbiji, za vrijeme osvajačkog ratnog pohoda na Hrvatsku i BiH, te međunarodne izolacije, kada su se tražili svi načini da se zabavi stanovništvo. Turbofolk se proširio i izvan granica Srbije, u Crnu Goru i Sloveniju, te ratom zahvaćenu BiH i Hrvatsku. 
Klica širenja turbofolka u Hrvatskoj počela je 1993. godine (u ratom nezahvaćenim područjima) nakon prvih primirja. Siniša Vuco je bio prvi glazbenik koji je eksplicitno koristio elemente turbofolka u svojim pjesmama. 
Osim u Srbiji, u gotovo isto vrijeme, turbofolk je nastao na teritoriju Grčke, pod imenom Laika, no osim jezika, ime iste osobine kao i srpski turbofolk.

## Predstavnici turbofolka
Naznačajnija predstavnica, te tzv. simbol turbofolka je srpska pjevačica Svetlana Ražnatović. Njen primjer slijede ostali izvođači (Stojanka Novaković Stoja, Rada Adžić - 'Dara Bubamara', Seka Aleksić i drugi).
Također velik dio pjevača starije "novokomponirane" narodne muzike, postaju popularni i na pozornici, kao što su Lepa Brena, Dragana Mirković, Lepa Lukić, Mile Kitić, Šemsa Suljaković, Miroslav Ilić i drugi.

## Turbofolk u Hrvatskoj
Fenomen turbofolka u Hrvatskoj je počeo već ranih 90-tih godina nakon relativnog smirivanja ratne situacije. Profesionalnih hrvatskih turbofolk zvijezda ima vrlo malo, ali nastupi turbofolk pjevača iz Srbije u klubovima i restoranima diljem Hrvatske su postali redovita pojava. Kritičari vide problem u "rebalkanizaciji Hrvatske" nakon devedesetih godina.

## Turbofolk u Srbiji
Autentična srpska pop glazba nastala postepenim ubacivanjem električnog i elektronskog zvuka i popularnih zapadnih ritmova – od rock i disko glazbe, hip-hop do rap-a i dance-a – u matricu „novokomponirane narodne glazbe”. Turbofolk je danas možda najpoznatiji i vjerojatno najproblematičniji autentični srpski brend. Iako priznat u relevantnim radovima objavljenim na zapadu kao samo jedan pravac u okviru sve popularnijeg „world music” zvuka, ovaj srpski pop ima teško popravljiv problem s imidž-om jer je Ceci Ražnatović, vjerojatno najvećoj zvijezdi turbofolka, godinama bio zabranjen ulaz u većinu zemalja Europske zajednice. 
Od Casablance do Jakarte i od Tirane do Tijuane skoro da nema zemlje koja posljednjih desetljeća nije dobila i svoj turbofolk. Glazbeni spotovi koje emitiraju satelitski kanali na arapskom jeziku izgledaju kao kopija spotova koji su u Srbiji prikazivani devedesetih. Adelina Ismajli „Ceca kosovskih Albanaca” je na omotu svog prvog CD-a izgledala kao Cecina dvojnica.
I veliki broj zvijezda tzv. zabavne glazbe koristi turbofolk elemente. Zdravko Čolić i Neda Ukraden su posljednjih godina na svojim albumima koketirali s turbofolk zvukom.

## Turbofolk u ostalim zemljama
Turbofolk nije samo fenomen u zemljama bivše Jugoslavije. Razvio se i u drugim državama, kako na Balkanu, tako i izvan prostora Balkana. U Bugarskoj je popularan potpuno isti stil glazbe, zvan čalga (od turske riječi çalgı - što znači sviranje ili glazba). Većina izvođača čalge zapravo je preuzela melodiju iz srpske ili grčke glazbe, a dodali su tekst iz bugarskog jezika.
U Grčkoj se u 90-tima također razvio sličan oblik turbofolka, zvan laika. Uz srpski turbofolk veže ga sličan ritmički i melodijski obrazac, no djelomično se razlikuje po korištenju grčkih tradicionalnih glazebenih instrumenata u izvedbi.

## Kritike
U dokumentarcu CNN-a "Poročni vodič za Balkan" autor filma je turbofolk je nazvao 'smećem od glazbe' koje potiče na opijanje i drogu, ali i navodi na seks i nasilje.

## Vanjske poveznice
- Turbo folk - primitivne strasti za primitivne ljude
- BBC U BEOGRADU 'Nismo sigurni da li piju da bi slušali turbofolk ili slušaju turbofolk da bi pili'  Arhivirana inačica izvorne stranice od 13. ožujka 2014. (Wayback Machine)